# Cygnicollum heterocephala
Cygnicollum heterocephala is een soort in de taxonomische indeling van de Myzozoa, een stam van microscopische parasitaire dieren. Het organisme komt uit het geslacht Cygnicollum en behoort tot de familie Lecudinidae. Cygnicollum heterocephala werd in 1891 ontdekt door Mingazzini.